# U2
För andra betydelser, se U2 (olika betydelser).
U2 är en irländsk rockgrupp bildad i Dublin 1976. U2 har med skivor som The Joshua Tree och Achtung Baby och låtar som One, With or Without You, Beautiful Day, Sunday Bloody Sunday, Pride (In the Name of Love) och I Still Haven't Found What I'm Looking For, blivit ett av världens största musikfenomen.

## Historia

### 1970-talet
U2 bildades i Dublin den 25 september 1976 efter att Larry Mullen Jr annonserat på skolans anslagstavla efter medlemmar till ett band. Larry Mullen själv var vid den här tiden redan en duktig trummis och hoppades på svar från andra talanger. Ett flertal dök upp för audition i hans kök, dock inga direkta stjärnskott. Vid dagens slut hade dock bandet Feedback bildats. Förutom Mullen bestod bandet av Paul Hewson (tog senare artistnamnet Bono), som vid den här tiden varken kunde sjunga eller spela, men absolut ville vara med i ett rockband, samt två gitarrspelande bröder; Dick och David Evans (The Edge), som delade på en hemmabyggd elgitarr. Dessutom Adam Clayton, en basist med ett brett ordförråd av "coola" termer från musikbranschen, som han friskt strödde omkring sig. Bandet försökte lära sig spela och var fast beslutna att lyckas. Med det nya namnet The Hype, taget från ett av David Bowies kompband, lyckades de på St. Patrick's Day 1978 vinna en talangtävling i Limerick. Förstapriset var 500 irländska pund samt möjligheten att spela in några demolåtar. Dessa gav dock ingen vidare respons från skivbolagen. Man fortsatte trots detta att spela live och hade en trogen skara fans. I slutet av mars 1979 bestämde sig Dick Evans för att lämna The Hype för The Virgin Prunes, ett goth/postpunkband med två av Bonos barndomsvänner, Guggi och Gavin Friday som frontfigurer. The Prunes fick senare skivkontrakt och gav ut skivor, innan de splittrades i mitten av 1980-talet. I samband med Dicks avhopp tog The Hype namnet U2, ett namn som Steve Averill, god vän och senare albumdesigner till bandet, kommit på. Averill gillade att laborera med ord och bokstäver, och just U2 syftades dels på "you too" som i "du också", men även på det amerikanska spionflygplanet U-2. Trots viss tveksamhet från Bono, som egentligen aldrig gillat namnet, antogs det.
En person som tidigt såg att det trots allt fanns kvaliteter i bandet, var journalisten Bill Graham. Han tog med sin vän Paul McGuinness till en spelning. Han blev inte överförtjust av deras musikaliska insatser, men desto mer imponerad av deras entusiasm och sammanhållning. Han gick med på att bli deras nye manager och det samarbetet varade till 2013. McGuiness började boka in större spelningar och ryktet om bandet spred sig och de förekom allt oftare i media. I september 1978 släpptes på Irland en trespårssingel med namnet Three. Skivan, som var begränsad till 1000 exemplar, innehöll låtarna Out of Control, Stories for Boys och Boy/Girl. Efter att ha spelat på mindre klubbar i England var det dags för U2:s dittills största konsert; National Boxing Stadium i Dublin inför 2 500 åskådare. Genom en intensiv marknadsföring bland fans, släkt och vänner fylldes arenan. Paul McGuinness hade dessutom bjudit in skivbolaget Island Records chef Bill Stewart som imponerades av U2:s energi och erbjöd dem ett skivkontrakt, som undertecknades kort därefter i London.

### 1980-talet
1980 kom det första albumet, Boy, ut. Det innehöll ett annat, fräschare, sound och texter med innehåll av andlighet och död som kontrast till dåtidens mainstreampop. Skivan toppade de irländska listorna och succén ledde till ett internationellt skivkontrakt. Boy följdes upp året efter med October, som innehöll många religiösa undertoner. Vid den här tiden hade Bono, Edge och Larry anslutit sig till Shalom Charismatic Christian Group, ett kristet sällskap. Mycket tid gick till bibelstudier och att diskutera andliga frågor. Adam, som inte är troende, kände sig utanför och hans bandmedlemmar lämnade samfundet för att fokusera på musiken. 1983 kom War ut, och singlarna Sunday Bloody Sunday och New Year's Day blev internationella hits. Ämnen som krig och fred går som en röd tråd genom albumet, även om den religiösa kopplingen finns där. Det sista spåret, 40, är inspirerad av psalm 40. War Tour spelades för utsålda hus och för att understryka fredsbudskapet hade man som symbol en vit flagga på scen. Till Sverige kom U2 i december 1982, då de spelade på Konserthuset i Stockholm. Tidigare samma dag hade bandet varit i Sälen för att spela in videon till New Year's Day.
Brian Eno och Daniel Lanois anlitades som producenter till The Unforgettable Fire 1984 och ett helt nytt sound gjorde sig gällande: maniskt och symfoniskt med mycket vind, karga landskap och metaforer till USA. Med ett allt flitigare turnerande växte sig fanskaran och U2 spelade även i Australien och Nya Zeeland.

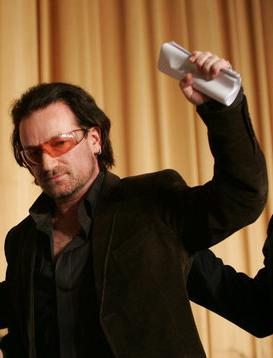
Bono är bandets sångare.

Den 13 juli 1985 deltog bandet i Live Aid-galan på Wembley i London. Trots stränga order om att ingen artist fick lämna scenen, begav sig Bono ut i publiken vid låten Bad. Under ett långt solo av The Edge hittade Bono någon att dansa med. Bono trodde efteråt att allt var ett misslyckade, och det tog flera veckor innan han insåg att hans hopp från scenen, ner i publiken, var det som fastnade på många åskådares näthinnor den dagen.
1986 begav sig bandet ut på en turné för att värva medlemmar till Amnesty International i USA. Turnén, som kallades Conspiracy of Hope, blev en jättesuccé och U2 blev "bandet med ett samvete". Med skivan The Joshua Tree ökade deras popularitet än mer i USA. När albumet släpptes vid midnatt i Storbritannien den 9 mars blev det historiens snabbast säljande album - på bara 28 timmar hade det sålt platina. Bandet hade blivit ett av världens största pop/rockband. Låtarna With or Without You och I Still Haven't Found What I'm Looking For hamnade på första plats på Billboard-listan. U2 var nu "Rock's Hottest Ticket" och turnerade i USA och Europa på fullsatta utomhusarenor. Delar av turnén filmades och filmen U2 Rattle and Hum gavs ut med intervjuer och livematerial från flera olika USA-konserter. Rattle and Hum var också namnet på nästa album som var en blandning av nyskrivna låtar och livematerial. B.B. King och Bob Dylan medverkar på varsitt spår och albumet präglas av mycket referenser till rockens "legender" och blues. Både filmen och albumet fick ett hyfsat mottagande när de kom ut, men snart svängde opinionen och kritiken började hagla. U2 anklagades för att upprepa sig själva och för att inte skapa något nytt. Dessutom tyckte många att de blivit för seriösa och pretentiösa.

### 1990-talet
I slutet av 1989 var U2 mycket trötta efter allt turnerande och var ett tag nära att splittras. De försökte dock under hösten 1990 i Östberlin finna ny inspiration i en ny miljö. I början gick det inget vidare men det var när låten One "föddes" som energin och inspirationen kom igång på allvar. Med Achtung Baby 1991 visade de världen att U2 inte hade fastnat i ett fack. Albumet är en blandning av dansrytmer, snirkliga gitarrer och lager av diverse effekter. Fansen tvistar ständigt om vilket som är bandets bästa album: Achtung Baby eller The Joshua Tree. Bandet vann nya erkännanden men det uppföljande albumet Zooropa, som spelades in mitt under Zoo TV Tour 1993, räknas av många som ett hastverk. Från början var det tänkt att endast en singel skulle släppas, sedan en EP men till slut blev det trots allt ett helt album. Den experimentlusta som inletts med Achtung Baby var ännu tydligare här. Influenserna från producenten Brian Eno var tydliga och The Edge hade lagt ner ett stort jobb i studion och blev krediterad som medproducent. Dessutom sjunger han, eller talar snarare, på låten Numb. Sist på skivan framför överraskande Johnny Cash The Wanderer. 1994 belönades Zooropa med en Grammy för Bästa alternativa album. Zoo TV Tour pågick mellan mars 1992  december 1993. Det var ett unikt koncept som mer liknade en multimediashow än en konsert. Gigantiska tv-skärmar, Trabantbilar i taket och telefonsamtal från Bono till bland annat Helmut Kohl, George Bush, Salman Rushdie och Elizabeth II. Under en konsert i Detroit försökte Bono beställa 10000 pizzor (!) till publiken. Ett hundratal levererades.
Efter att bandmedlemmarna sysslat med diverse sido- och soloprojekt under 1995 och 1996 släpptes studioalbumet Pop 1997. U2:s experimentlusta fortsatte här och vissa anser albumet som ett misslyckande eftersom Popmart Tour första del redan bokats in innan albumet var färdigställt. En del låtar på albumet låter därför lite halvfärdiga och U2 har antytt att en uppdaterad version kanske kommer i framtiden. Pop visade på ytterligare en förändring i U2:s musikaliska inriktning, med tyngdpunkt på produktion och användning av loops, programmering och sampling. Redan innan den kom ut kategoriserades Pop som ett elektroniskt album av musikindustrin. The Edge har dock sagt att U2 faktiskt kasserade vissa arrangemang, just för att de kände att de var för nära den genren och inte ville uppslukas av den. Popmart Tour var en än större scenshow än Zoo TV Tour. Med världens då största storbildsskärm (45 gånger 15 meter), en jättecitron och en gyllene båge som liknade ett halvt McDonald's-m turnerade U2 världen runt. Till och med städer som Sarajevo, Johannesburg, Kapstaden och Tel Aviv besöktes. Hela poängen med formatet var att U2 ville driva med västvärldens överdrivna konsumtion och popkulturen vilket många dock inte uppfattade.

### 2000-talet
All That You Can't Leave Behind som utkom år 2000 fick övervägande positiva omdömen. Här hade dansrytmerna lämnats och istället var det "klassiska, rockiga" U2 tillbaka. Albumet nådde förstaplatsen direkt på listorna i 22 länder (dock inte i USA) och hitsingeln Beautiful Day fick totalt tre Grammys. Texten till låten The Ground Beneath Her Feet, (endast utgiven i Storbritannien), skrevs av Salman Rushdie. Efter att ha spelat på utomhusarenor sedan 1993 återgick U2 till ett mer intimt format och mer närhet till publiken. De spelade på en ramp i form av ett stort hjärta som omslöt bandet och en mindre skara fans.
I november 2004 kom det elfte albumet How to Dismantle an Atomic Bomb. Vid lanseringen av albumet ingick U2 ett avtal med Apple och deras Itunes. Vertigo användes i en TV-reklam for Itunes, och samtliga bandets album (plus några tidigare konserter och samlingar) kunde laddas ner genom tjänsten. Det var också möjligt att köpa en egen U2-Ipod. U2 själva anser att det är deras bästa album. Det ansåg Grammy-juryn också; "Bomben" belönades med sammanlagt åtta priser 2005 och 2006. Vertigo Tour blev en stor succé och var den mest inkomstbringande turnén 2005. Trots höga biljettpriser världen över, såldes nästan alla konserter slut på nolltid. Turnén hade en del politiska inslag, bland annat uppmanade Bono publiken under varje konsert att stötta kampen mot fattigdom i världen.
2005 invaldes U2 i Rock and Roll Hall of Fame.
I mars 2009 släppte U2 sitt tolfte studioalbum, No Line On The Horizon. U2 gjorde flera spelningar för att marknadsföra albumet, bland annat med att spela högst upp på BBC-högkvarteret i London för folket på gatorna nedanför. De spelade också på David Lettermans Show fem dagar i rad, något som bara hänt en gång tidigare i programmets historia. Albumet fick blandad kritik från media, och kritiserades för att inte vara så experimentellt som det sagts under albumets produktion. Bandets sångare Bono bekräftade senare att bandet skulle ge ut ännu ett album, Songs of Ascent, senast nästa år. Det har beskrivits som ett mer "meditativt" album. Albumets första singel har bekräftats vara "Every Breaking Wave", en låt som togs bort från No Line On The Horizon i sista sekund för att albumet annars skulle blivit för långt. Deras senaste turné, 360° Tour, hade premiär i Barcelona 30 juni 2009. Den 31 juli och 1 augusti spelade de i Göteborg. 360° Tour var det hittills största scenbygget någonsin. Det krävdes 180 långtradare för att frakta scenen som har smeknamnet "The Claw", och där publiken kunde sitta även bakom "klon".

### 2010-talet
Bandet släppte 2013 filmlåten "Ordinary Love" från Mandela - Vägen till frihet, producerad av Danger Mouse. Samma producent återkom på välgörenhetssingeln "Invisible" 2014.
Paul McGuinness som varit U2:s ende manager sedan starten meddelade hösten 2013 att han hade för avsikt att trappa ner. Resultatet av det blev att McGuinnes manegment-företag Principle Management och Guy Oseary’s Maverick slogs ihop och gick upp i Live nation i en $30 miljoners affär. Oseary som tidigare är Madonnas manager tog över som U2:s nya manager medan McGuinness kliver ner men behåller en mer tillbakalutad roll i styrelsen som rådgivare.

## Medlemmar
- Bono - sång, bakgrundsgitarr (1976–)
- The Edge - gitarr, keyboards, bakgrundssång (1976–)
- Adam Clayton - bas (1976–)
- Larry Mullen Jr - trummor (1976–)

## Diskografi
| Studioalbum - 1980 – Boy - 1981 – October - 1983 – War - 1984 – The Unforgettable Fire - 1987 – The Joshua Tree - 1988 – Rattle and Hum - 1991 – Achtung Baby - 1993 – Zooropa - 1997 – Pop - 2000 – All That You Can't Leave Behind - 2004 – How to Dismantle an Atomic Bomb - 2009 – No Line on the Horizon - 2014 – Songs of Innocence - 2017 – Songs of Experience - 2023 – Songs of Surrender | Samlingsalbum - 1998 – The Best of 1980-1990 - 2002 – The Best of 1990-2000 - 2004 – The Complete U2 - 2006 – U218 Singles Livealbum - 1983 – Under a Blood Red Sky |

## Turnéer
| Turné                             | År      | Länder | Städer | Konserter |
| --------------------------------- | ------- | ------ | ------ | --------- |
| Boy Tour                          | 1980-81 | 12     | 107    | 157       |
| October Tour                      | 1981-82 | 12     | 86     | 102       |
| War Tour                          | 1982-83 | 15     | 85     | 109       |
| The Unforgettable Fire Tour       | 1984-85 | 15     | 71     | 113       |
| Joshua Tree Tour                  | 1987    | 15     | 65     | 110       |
| Lovetown Tour                     | 1989-90 | 7      | 16     | 47        |
| Zoo TV Tour                       | 1992-93 | 23     | 100    | 158       |
| Popmart Tour                      | 1997-98 | 30     | 78     | 94        |
| Elevation Tour                    | 2001    | 15     | 64     | 113       |
| Vertigo Tour                      | 2005-06 | 26     | 72     | 132       |
| 360° Tour                         | 2009-10 | 28     | 74     | 110       |
| Innocence + Experience Tour       | 2015    | 13     | 20     | 79        |
| The Joshua Tree Tour 2017         | 2017    | 15     |        | 52        |
| Experience + Innocence Tour       | 2018    | 11     |        | 60        |
| The Joshua Tree Tour 2019         | 2019    | 7      | 11     | 15        |
| Övr. konserter/ tv-framträdanden* | 1976-06 | ca 20  | ca 85  | ca 300    |

* Konserter/ framträdanden med en, flera eller samtliga bandmedlemmar.

## Konserter/framträdanden i Sverige
- 2 februari 1981: Underground, Stockholm
- 2 februari 1981: Hamburger Börs, (Måndagsbörsen, SVT), Stockholm
- 15 december 1982: Konserthuset, Stockholm (Tidigare samma dag spelades för övrigt videon till New Year's Day in i Sälen.)
- 25 januari 1985: Johanneshovs Isstadion, Stockholm
- 26 januari 1985: Scandinavium, Göteborg (Under detta Sverige-besök spelades delar av materialet till musikvideon The Unforgettable Fire in i Stockholm och Åre.)
- 6 juni 1987: Eriksberg, Göteborg (Skulle från början genomföras på Ullevi, men fick flyttas till Eriksberg då läktarna skadats vid konserterna med Bruce Springsteen två år tidigare)
- 8 juni 1992: Scandinavium, Göteborg
- 10 juni 1992: Globen, Stockholm
- 11 juni 1992: Globen, Stockholm
- 31 juli 1993: Stockholms Stadion, Stockholm
- 2 augusti 1997: Ullevi, Göteborg
- 16 november 2000: MTV European Music Awards, Globen, Stockholm
- 9 juli 2001: Globen, Stockholm
- 10 juli 2001: Globen, Stockholm
- 29 juli 2005: Ullevi, Göteborg
- 31 juli 2009: Ullevi, Göteborg
- 1 augusti 2009: Ullevi, Göteborg
- 16 september 2015: Globen, Stockholm[8]
- 17 september 2015: Globen, Stockholm[8]
- 20 september 2015: Globen, Stockholm[8] Konserten inställd, flyttad till 22 september 2015.[9]
- 21 september 2015: Globen, Stockholm[8]
- 22 september 2015: Globen, Stockholm

## Solo/Sidoprojekt
U2: (i urval)
- I samarbete med Brian Eno släpptes albumet Original Soundtracks Vol. 1 under pseudonymen Passengers 1995. Projektet var mycket improviserat och låtarna är tänkta som musik till eventuella filmer. På det mest kända spåret, Miss Sarajevo, gästsjunger operatenoren Luciano Pavarotti. (Bono lyckades dock sjunga operadelen under andra halvan av Vertigo Tour.)
- Låten Hold Me Thrill Me Kiss Me Kill Me skrevs som ledmotiv till filmen Batman Forever 1995.
- Delar av soundtracket till filmen The Million Dollar Hotel skrevs av Bono/U2 2000.
- Låten The Hands that Built America skrevs som ledmotiv till filmen Gangs of New York 2003.
- Efter orkanen Katrina uppträdde U2 tillsammans med Mary J Blige och framförde då One, som senare togs med på Bliges album The Breakthrough. Låten släpptes också som singel.
- En coverversion på The Skids låt The Saints Are Coming spelade Green Day och U2 in i september 2006, ett år efter Katrina. Alla intäkter från singeln går oavkortat till musiker drabbade av orkanen.

Bono: (i urval)
- Medverkar på Band Aids Do They Know it's Christmas? 1984 och versionen från 2004.
- Sjunger på In a Lifetime av Clannad 1985.
- Artists United Against Apartheid; skrev låten Silver and Gold och medverkade på Sun City skriven av Little Steven på albumet med samma namn 1985.
- Bono och The Edge skrev låten She's a Mystery to Me till Roy Orbison och dennes album Mystery Girl 1989.
- Skrev de engelska texterna till låtarna Miserere och Blue av Zucchero 1992 respektive 1998.
- I've Got You Under My Skin, duett med Frank Sinatra på albumet Duets 1992.
- Skrev tillsammans med Gavin Friday och Maurice Seezer; You Made Me the Thief of Your Heart, Billy Boola och titelspåret In the Name of the Father till filmen I Faderns Namn 1993.
- Bono och The Edge skrev GoldenEye till Tina Turner 1995.
- Sjunger tillsammans med en rad andra artister på en nyinspelning av Lou Reeds Perfect Day 1997. (För välgörenhet).
- Sjunger refrängen på Wyclef Jeans New Day 1999. (För välgörenhet).
- Läser ett engelskt stycke i inledningen av Andrea Bocellis L'incontro 1999. (På albumet Cieli Di Toscana.)
- Skrev delar av texten och sjunger på den bortgångne vännen Michael Hutchence (INXS) låt Slide Away 1999.
- Sjunger med Chris Martin på en nyinspelning av Marvin Gayes What's Going On? 2001. (För välgörenhet).
- Sjunger på Mick Jaggers låt Joy 2001. (Albumet Goddess In the Doorway).
- Sjunger på albumet Live in Dublin tillsammans med The Corrs låtarna Summer Wine och When the Stars Go Blue 2002
- Skrev tillsammans med Gavin Friday och Maurice Seezer, titelspåret till filmen In America, Time Enough For Tears, till Andrea Corr 2003.
- Skrev tillsammans med The Edge Don't Come Knocking 2005, titelspåret till filmen med samma namn. Framförs av Bono, The Edge och Andrea Corr.
- Bono medverkar som "Dr Robert" i musikalfilmen Across the Universe, och baseras på The Beatles sånger. Bono sjunger även sångerna I am the Walrus och Lucy in the Sky with Diamonds i filmen.

The Edge: (i urval)
- Skrev soundtracket till filmen Captive 1986. Låten Heroine framförs av Sinead O'Connor.
- Mystery Girl, se Bono.
- GoldenEye, se Bono.
- Spelar gitarr på What's Going On?, se Bono
- Don't Come Knocking, se Bono.

Adam Clayton: (i urval)
- Spelar bas på Do They Know i'ts Christmas? 1984.
- Nya versioner av Theme from Mission: Impossible och Mission: Impossible Theme (Mission Accomplished) tillsammans med Larry Mullen Jr från filmen Mission: Impossible 1996.
- Spelar bas på samtliga spår på Little Stevens album Born Again Savage 1999.
- Spelar bas på Two Shot of Happy, One Shot of Sad på Nancy Sinatras album Nancy Sinatra. 2004. (Låten skrevs ursprungligen av Bono och The Edge för Frank Sinatra, som dock aldrig kunde sjunga och spela in den.)

Larry Mullen Jr: (i urval)
- Spelar trummor på Heroine 1986. (se The Edge)
- Skrev tillsammans med Denis Woods, John Donnelly och Trad, Irlands officiella låt för  världsmästerskapet i fotboll 1990 ; Put 'em Under Pressure. (Spelar givetvis också trummor där.)
- Mission: Impossible, se Adam Clayton.
- Spelar perkussion på flera låtar på albumet Wrecking Ball av Emmylou Harris 1995.
- Spelar trummor på Two Shot of Happy, One Shot of Sad, se Adam Clayton.

## Grammy-utmärkelser[10]
1. 1987—Album Of The Year -- The Joshua Tree
2. 1987—Best Rock Performance By A Duo Or Group With Vocal -- The Joshua Tree
3. 1988—Best Rock Performance By A Duo Or Group With Vocal—Desire
4. 1988—Best Performance Music Video -- Where The Streets Have No Name, Directed by Meiert Avis.
5. 1992—Best Rock Performance By A Duo Or Group With Vocal -- Achtung Baby
6. 1993—Best Alternative Music Album -- Zooropa
7. 1994—Best Music Video, Long Form—Zoo TV - Live From Sydney
8. 2000—Record Of The Year -- Beautiful Day
9. 2000—Song Of The Year—Beautiful Day
10. 2000—Best Rock Performance By A Duo Or Group With Vocal—Beautiful Day
11. 2001—Record Of The Year—Walk On
12. 2001—Best Pop Performance By A Duo Or Group With Vocal—Stuck in a Moment You Can't Get Out Of
13. 2001—Best Rock Performance By A Duo Or Group With Vocal—Elevation
14. 2001—Best Rock Album -- All That You Can't Leave Behind
15. 2004—Best Rock Performance By A Duo Or Group With Vocal - Vertigo
16. 2004—Best Short Form Music Video—Vertigo, Directed by Alex and Martin.
17. 2004—Best Rock Song—Vertigo
18. 2005—Album Of The Year -- How to Dismantle an Atomic Bomb
19. 2005—Song Of The Year -- Sometimes You Can't Make It On Your Own
20. 2005—Best Rock Performance By A Duo Or Group With Vocal—Sometimes You Can't Make It On Your Own
21. 2005—Best Rock Song—City of Blinding Lights
22. 2005—Best Rock Album -- How to Dismantle an Atomic Bomb

## Välgörenhet
U2, och särskilt Bono, är välkända för att stödja organisationer för mänskliga rättigheter och som bekämpar fattigdom och Aids, bland annat:
- Amnesty International
- Greenpeace
- Make Poverty History
- Product Red
- African Well Fund
- Support för Aung San Suu Kyi i Myanmar
- DATA (Debt, AIDS, Trade in Africa)
- Chernobyl Children's Project
- Jubilee Debt Campaign
- War Child
- Live Aid
- Live 8
- 46664

The Edge är en frontfigur i Music Rising, ett välgörenhetsprojekt som ska ge instrument till musiker som förlorade allt i samband med orkanen Katrina 2005.
Bandet har gett ut låten The Saints Are Coming tillsammans med Green Day till förmån för offren i New Orleans efter orkanen Katrina.